# Natacha Nohani
Natacha Nohani (Buenos Aires, 14 de septiembre de 1940 - Buenos Aires, 30 de noviembre de 2015) fue una actriz argentina de cine, teatro y televisión.

## Carrera
Nohani fue una joven actriz que gracias a su belleza y sus dotes para la actuación se supo destacar en varios roles cómicos- dramáticos en la televisión y el teatro argentino.
En la televisión trabajó en decenas de ciclos, programas humorísticos, teleteatros y ficciones. Uno de sus papeles más populares fue el de la ama de llaves Queta en la telenovela protagonizada por Grecia Colmenares y Jorge Martínez, María de nadie .
En cine participó en la comedia Los caballeros de la cama redonda en 1973, con dirección de Gerardo Sofovich, con la genial dupla de Alberto Olmedo y Jorge Porcel, en ella hacía de la esposa de  Chico Novarro.
En radio trabajó a mediados de los 60's en El Relámpago, un programa muy popular que se transmitía con público desde el auditorium de la radio ubicada en Maipú 555 y en el elenco estaban, entre otros, Juan Carlos de Seta, Jorge Pacini, Tincho Zabala, Cristina de los Llanos, Vicente La Russa ( antebrazo forte como lata de kerósen‖), Mangacha Gutiérrez, Héctor Pasquali, Guido Gorgatti, Iván Grey, Juan Laborde (el jefecito), Hilda Viñas y Silvia Randall, además del conductor Jaime Font Saravia.
En sus últimos años se alejó de su carrera como actriz dedicándose a su otra profesión, la psicología. Recibió el Premio Podestá a la Trayectoria Honorable en el 2010 .
Natacha Nohani falleció a la edad de 75 años luego de una larga enfermedad. Sus restos descansan en el Panteón de la Asociación Argentina de Actores (afiliada desde 1961) del Cementerio de la Chacarita.

## Filmografía
- 1973: Los caballeros de la cama redonda.
- 1980: Rosa... de lejos. Dora

## Televisión
- 1960: El Clan Balá.
- 1969/1972: Muchacha italiana viene a casarse.
- 1970: Su comedia favorita.
- 1972/1973: Me llaman Gorrión.
- 1973: Con odio y con amor.
- 1973: Y... ellos visten de negro.
- 1974: Hupumorpo.
- 1974: Alta Comedia.
- 1974: Humor a la italiana.
- 1972: Rolando Rivas, taxista.
- 1980: Romina .
- 1980: Bianca
- 1981: Teatro de humor.
- 1981: Dios se lo pague.
- 1982: El ciclo de Guillermo Bredeston y Nora Cárpena.
- 1982: Área peligrosa .
- 1982: La sombra
- 1985: María de nadie.
- 1987: Estrellita mía.

## Teatro
- La Frontera, junto al elenco del Teatro Independiente, con Elena Del Vecchio, Norma Serrano, Norberto Palé Neva, Mario Labardén, Alberto Lima y Rubén Zeballo.
- 2011: Crimen imperfecto.